# Режский никелевый завод
Ре́жский ни́келевый заво́д (также Режникель) — советское и российское предприятие цветной металлургии, производитель никеля и сплавов на его основе. Функционировал с 1930-х годов на территории бывшего Режевского металлургического завода в Реже. В 2017 году остановлен из-за нерентабельности.

## История
История предприятия связана с открытием в 1930-х годах в окрестностях Режа Голендухинского, Покровского и Капарулинского месторождений никелевых руд. Общий дефицит никеля в Советском Союзе привёл к решению о строительстве никелевого завода в Реже на территории остановленного к тому времени металлургического завода. Для реализации была выбрана короткая технологическая схема, включающая только проплавку руды на штейн в шахтных печах. Дальнейшую переработку штейна предполагалось производить на Уфалейском никелевом комбинате.
13 ноября 1936 была первая шахтная печь была запущена в эксплуатацию, вторую запустили в 1939 году. Уже в 1940 году завод достиг проектных объёмов производства в 800 тонн никеля в штейне. К этому времени запасы маломощных Голендухинского и Капарулинского рудников исчерпались, завод обеспечивался только рудой Покровского рудника.
В годы Великой Отечественной войны завод испытывал трудности в снабжении коксом и пиритом, доставку сырья за неимением лучшего приходилось производить гужем. Плавка руды осложнялась её повышенной влажностью, обусловленной добычей на обводнённых горизонтах рудников. Это привело к проблемам на погрузке и разгрузке руды, а также к повышению удельного расхода топлива на плавку. Для интенсификации плавки в 1943 году установили дополнительную воздуходувку, что позволило увеличить извлечение никеля на 11 %. С февраля 1944 года для работ на рудном дворе завода начали использовать электровоз, а с 1945 года электровозы стали также использовать для подачи вагонеток с шихтой к шахтным печам. Помимо этого в военные годы удалось провести реконструкцию шахтных печей с увеличением площади сечения фурменной зоны.
В послевоенные годы рудная база развивалась за счёт освоения Нижне-Ивановского рудника и Южно-Капарулинской залежи. Это позволило в 1956 году ввести в эксплуатацию третью шахтную печь. Несмотря на относительно плохую технологию подготовки руд к плавке, объёмы производства штейна стабильно росли. Так, в 1960 году завод выплавил в штейне 2031 тонну никеля, что почти в 2,5 раза превысило результат 1950 года. В 1960 году в 22 км от Режа было открыто Липовское месторождение никелевых руд с содержанием никеля от 1,25 до 1,37 %, что позволило существенно обогатить рудную базу завода.
В 1960—1962 годах завод подвергся реконструкции по проекту института «Гипроникель». Все три шахтные печи были заменены на более мощные, для подготовки руды построили сушильное отделение и отделение брикетирования. Рудная база в этот период пополнилась бедными рудами Кимперсайского и Буруктальского месторождений.
Во второй половине 1960-х годов технология плавки оптимизировалась добавлением фосфогипса и собственной уловленной пыли в шихту, а также настройкой процесса брикетирования для различных типов руд. На шахтных печах было внедрена система пароиспарительного охлаждения, для интенсификации плавки смонтировали новые воздуходувки. В начале 1970-х годов печи были снабжены пылеочистными системами, что позволило вернуть улавливаемую пыль в технологический процесс и снизить потери никеля на 13—15 %. Также в 1970 году впервые в стране на Режском никелевом заводе освоили производство гранулированного ферроникеля в дуговой электропечи из отработанных железо-никелевых аккумуляторов. В дальнейшем технология производства ферроникеля усовершенствовалась с получением более сложных лигатур.
В 1976 и 1981 годах в электротермическом цехе были смонтированы и запущены и эксплуатацию две дуговые печи садкой по 6 тонн. Это позволило выйти на рекордные показатели по выплавке — в 1990 году завод выдал 8382 тонн никеля в штейне и 6147 тонн никеля в сплавах.
В 1991 году была модернизирована газоочистка электротермического цеха с переводом на мокрое пылеулавливание. С этого же периода из-за исчерпания Липовского месторождения завод перешёл на переработку более бедных привозных руд Серовского месторождения, удалённого от завода на 300 км, с содержанием никеля от 0,7 до 1,0 %. Серовская руда характеризовалась повышенной влажностью и наличием тугоплавких примесей, что в совокупности с возросшими затратами на транспортировку привело к резкому росту себестоимости продукции.
В 1994 году предприятие прошло акционирование и было преобразовано в ОАО «Режский никелевый завод», а в 2000 году — в ЗАО «ПО „Режникель“».
В апреле 2017 года работа предприятия была остановлена из-за нерентабельности. В июне того же года 780 работников завода были уволены, 148 человек были привлечены к ликвидационным работам. В октябре того же года решением суда предприятие было признано банкротом.

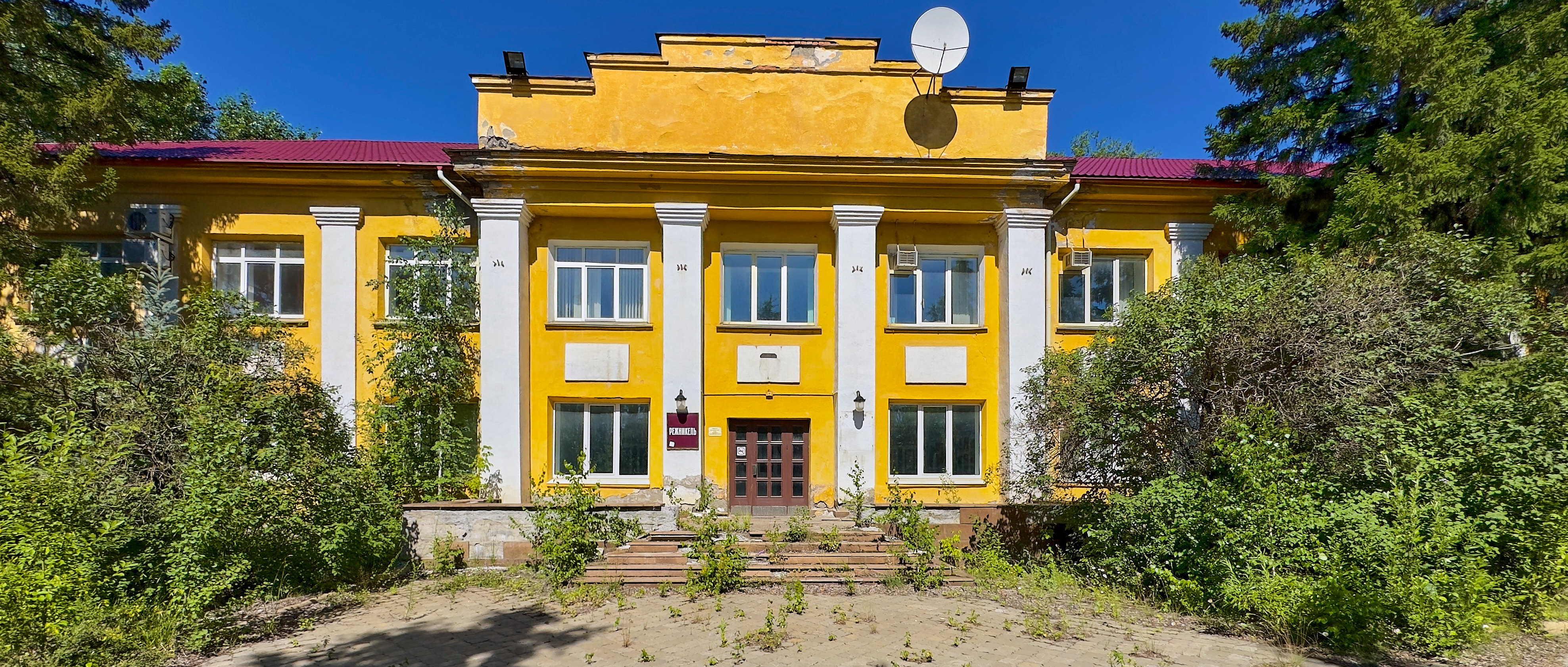
Заброшенное здание заводоуправления
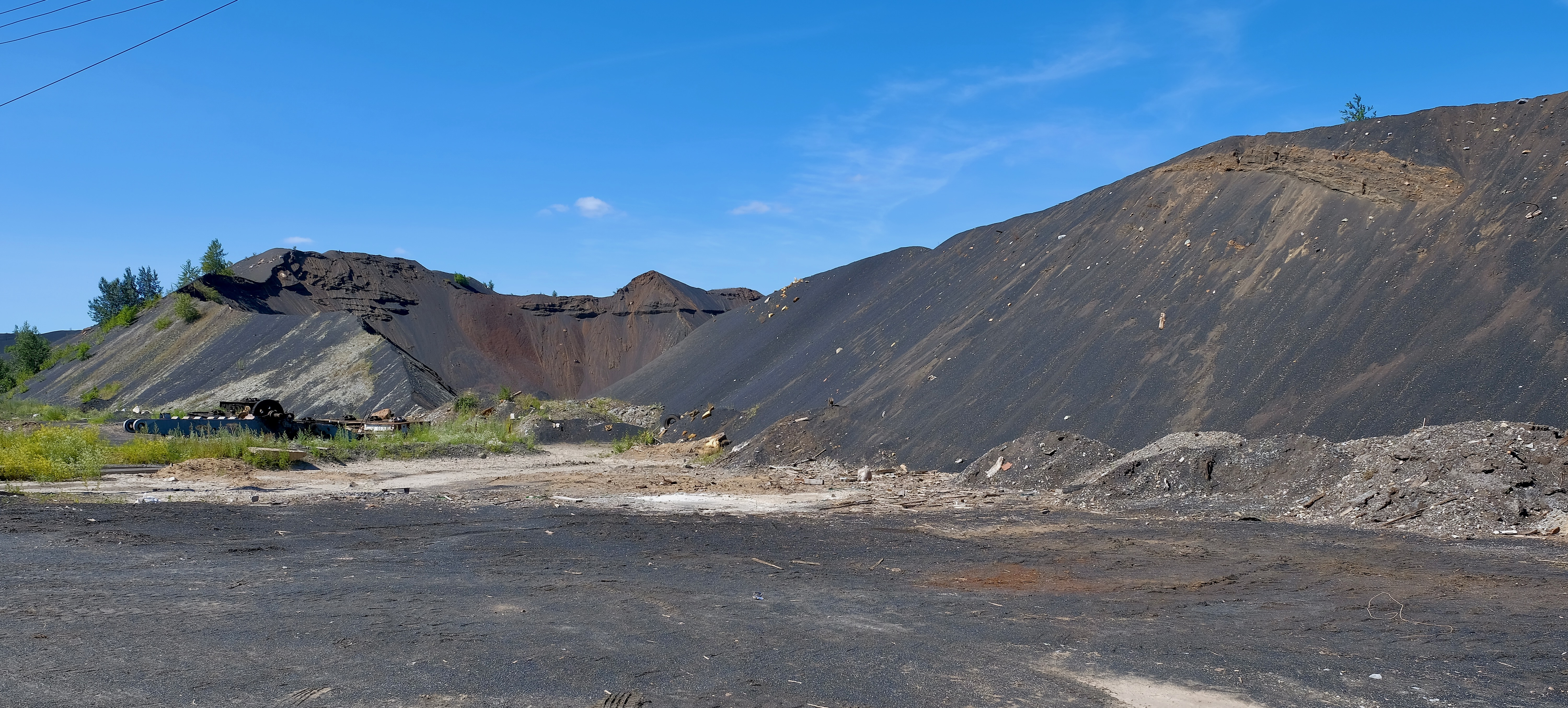
Отвалы шлака
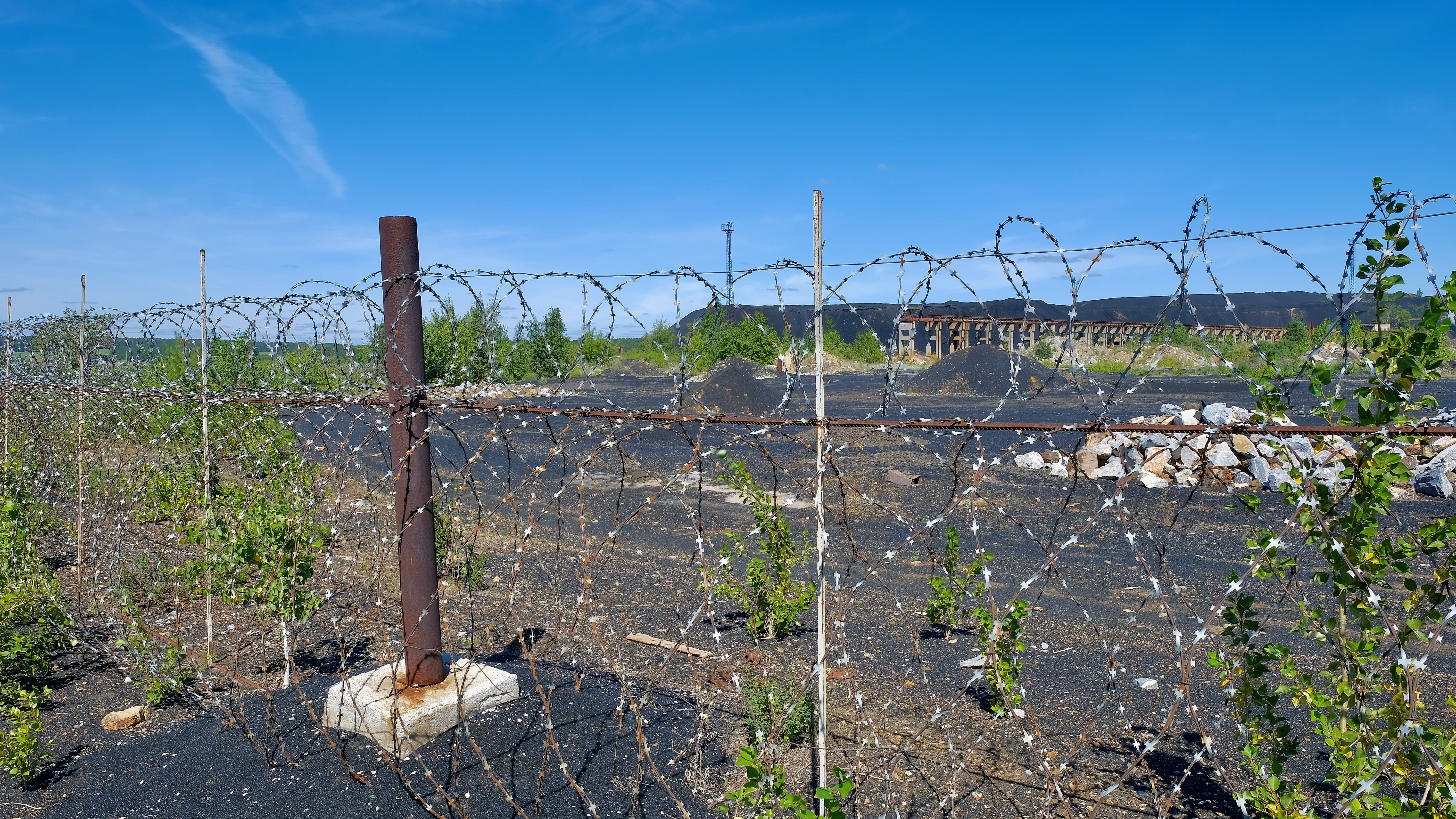
Отвалы шлака
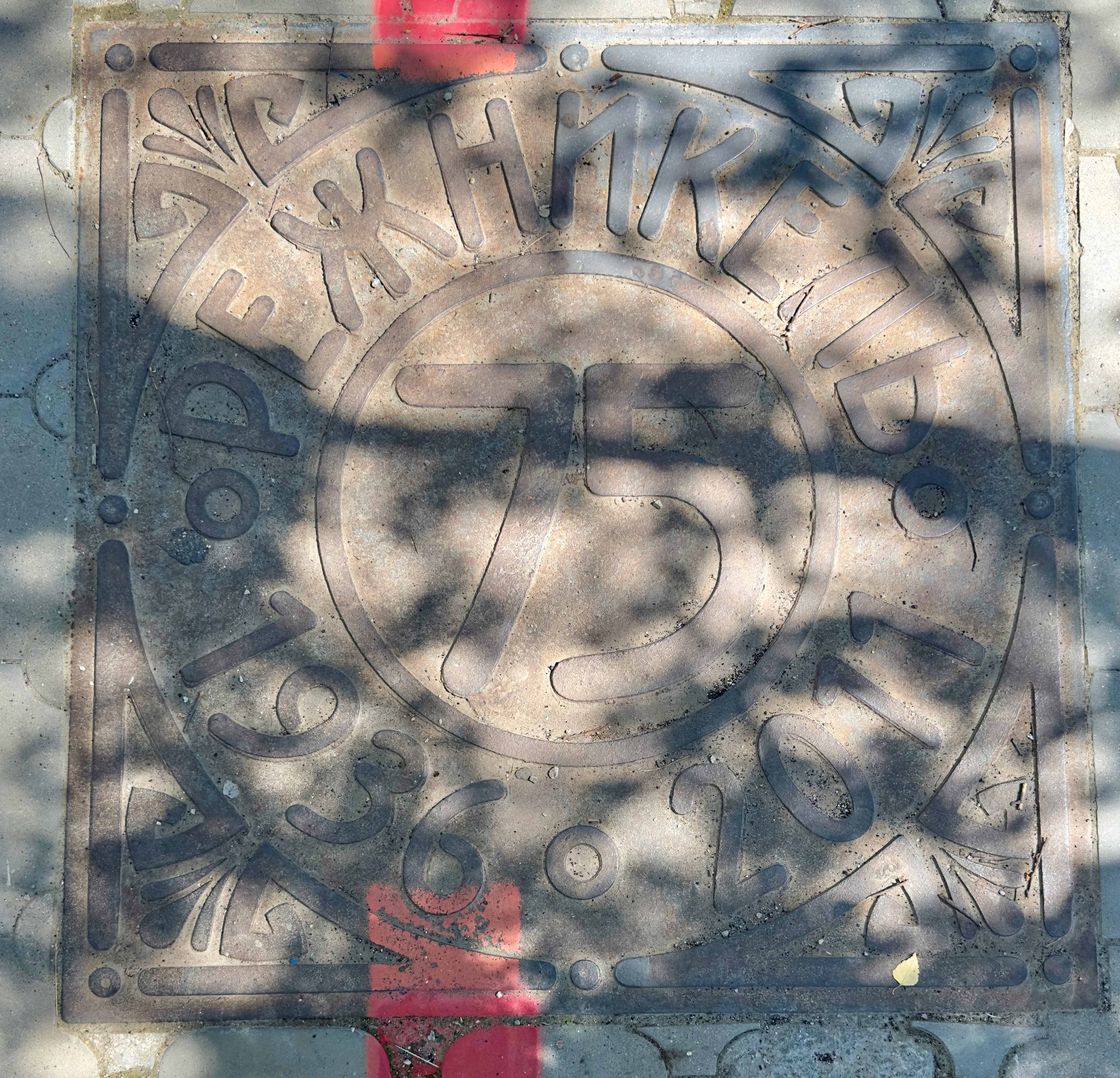
Памятный канализационный люк в Реже